# Glandularia fasciculata
Glandularia fasciculata là một loài thực vật có hoa trong họ Cỏ roi ngựa. Loài này được (Benth.) P.Jørg. mô tả khoa học đầu tiên năm 2005.